# Виго (окръг, Индиана)
Окръг Виго (на английски: Vigo County) е окръг в щата Индиана, Съединени американски щати. Площта му е 1062 km², а населението е 106 153 души (1 април 2020). Административен център е град Тера Хоут.